# Online-Veranstaltung
Eine Online-Veranstaltung (auch Online-Event aus dem Engl. “online” für virtuell und “Event” für Veranstaltung) ist eine Veranstaltung, die nicht im Präsenz-Format stattfindet, sondern online, d. h. es handelt sich um ein öffentliches oder privates Ereignis, das über Online-Plattformen im Internet zugänglich ist. Im Vordergrund steht der Kommunikationsaustausch eines Veranstalters mit seiner Zielgruppe mithilfe des digitalisierten Vortrags. Die Online-Veranstaltung befindet sich oftmals als Live-Stream oder als vorab produziertes Video im Internet, so dass Zuschauer in Echtzeit teilnehmen oder das Veranstaltungsvideo auf Abruf sehen können. Während einer Online-Veranstaltung können zeitgleich mehrere virtuelle Konferenzen mit unterschiedlichen Programmen stattfinden. Die Virtuelle Veranstaltung besteht vornehmlich aus Internet basierten Interaktionen der Teilnehmenden. Dabei zielen Online-Veranstaltungen auf ein Höchstmaß an Kommunikation zwischen den Teilnehmern und den Veranstaltern ab. Dies geschieht in Form von Kommentaren, Chats, Reaktionen, Umfragen, Breakout Rooms oder Zuschaltungen von Vortragenden.
Online-Veranstaltungen finden in folgenden Bereichen am häufigsten Einsatz:
- als Virtuelle (Handels-)Messen
- auf digitalen Jobbörsen
- in Form von Virtuellen Konferenzen
- als Online-Verkaufstreffen
- in Form von Haupt- und Generalversammlungen
- als Virtuelle Konzerte oder Festivals

## Anwendungsbereiche

### Virtuelle Konferenz
Eine Virtuelle Konferenz ist ein Meeting von mindestens zwei Menschen, die über ein Videokonferenztool im Internet miteinander kommunizieren. Die Teilnehmer unterhalten sich in der Webkonferenz in Echtzeit miteinander.
Mitwirkende können eine Virtuelle Konferenz über einen Live Stream verfolgen. Allen Beteiligten ist es möglich, egal von welchem Ort am virtuellen Meeting teilzunehmen.
Diese drei Arten von Webkonferenzen sind die gängigsten:
1. Eine Telefonkonferenz bietet Teilnehmenden eine Kommunikation über Audioinhalte an. Dazu zählen Sprache und Audio-Aufzeichnungen. Die Telefonkonferenz findet über eine Telefonleitung statt und benötigt kein Internet.
2. Für eine Webkonferenz benötigen Teilnehmer ein Videokonferenztool im Internet. Dort findet Kommunikation über Sprache und Audioinhalte im statt. Zusätzlich können Dokumente online ausgetauscht und gemeinsam bearbeitet werden.
3. Um an einer Videokonferenz teilzunehmen, ist ein Videokonferenztool im Internet erforderlich. Die Videokonferenz ermöglicht eine Kommunikation über Sprache und Audioinhalte und eine Dokumentenbearbeitung. Außerdem können Teilnehmende eine Videoübertragung per Webcam einschalten oder Profilbilder von sich anzeigen lassen.[2]

### Online-Seminar
Ein Online-Seminar ist eine virtuelle Schulung im Internet. Eine Schulungsleitung führt das Webseminar durch und kommuniziert über ein Videokonferenz Tool mit Teilnehmenden. Die digitale Schulung besitzt einen klar definierten Start- und Endzeitpunkt.
Schulungsleitung und Teilnehmer unterhalten sich virtuell über eine Webcam- und/oder Mikrofoneinrichtung. Das Online-Seminar ermöglicht das Herunterladen und Bearbeiten von Unterrichtsmaterialien. Einer Virtuellen Schulung stehen alle Optionen des E-Learnings zur Verfügung, um digitale Medien untereinander auszutauschen.
Mitwirkende können Fragen über einen Chat oder in privaten Breakout Sessions stellen. Die Seminarleitung sowie die Teilnahme an Umfragen. Eine Webschulung ist darauf ausgelegt, so interaktiv wie möglich zu sein.
Die Schulungsleitung kann Lernstandserhebungen einfordern, den digitalen Kurs mit einer Prüfungsschranke ausstatten und im Anschluss an eine erfolgreiche Teilnahme ein Zertifikat ausstellen.
Online-Seminare besitzen ein breites Spektrum an Einsatzmöglichkeiten:
- bei Job Interviews
- als Unternehmensweiterbildungen
- als Lernplattform
- bei Coaching und Mentoring-Programmen

### Virtuelles Konzert
Ein Konzert-Live-Stream wird am Veranstaltungsort gefilmt. Das Online-Konzert wird im Internet per Live-Streaming in Echtzeit oder als Video on demand zur Verfügung gestellt. Digitale Plattformen (Content Delivery Networks) stellen die Live-Übertragung im Internet bereit. Auch Social-Media-Netzwerke können über ihre Online-Plattformen Videos als Live-Stream anbieten. Künstler präsentieren ihre Performances vor einem Publikum oder in Abwesenheit von Fans.
Ein Virtuelles Konzert spielt sich in einem rein digitalen Raum ab. Anstelle der Musiker treten ihre 3D Avatare auf. Sowohl der Konzertraum als auch das Publikum sind im Gegensatz zum Konzert als Live-Streaming nicht physisch vorhanden.
Auf Virtuellen Konzerten und in Festival Live Streams können Fans untereinander oder mit den Vortragenden direkt interagieren, kommentieren, chatten oder Fragen stellen.
Das rein digitale Konzert und das Konzert als Hybrid-Event ermöglichen die Übertragung von mehreren, simultan stattfindenden Darbietungen. Fans können das Konzert in Echtzeit als Live-Event streamen. Nach Konzertende ist es möglich, Videos vom Ereignis auch On-Demand bereitzustellen.

### Hybrid-Event
-> Hauptartikel: Hybrides Event

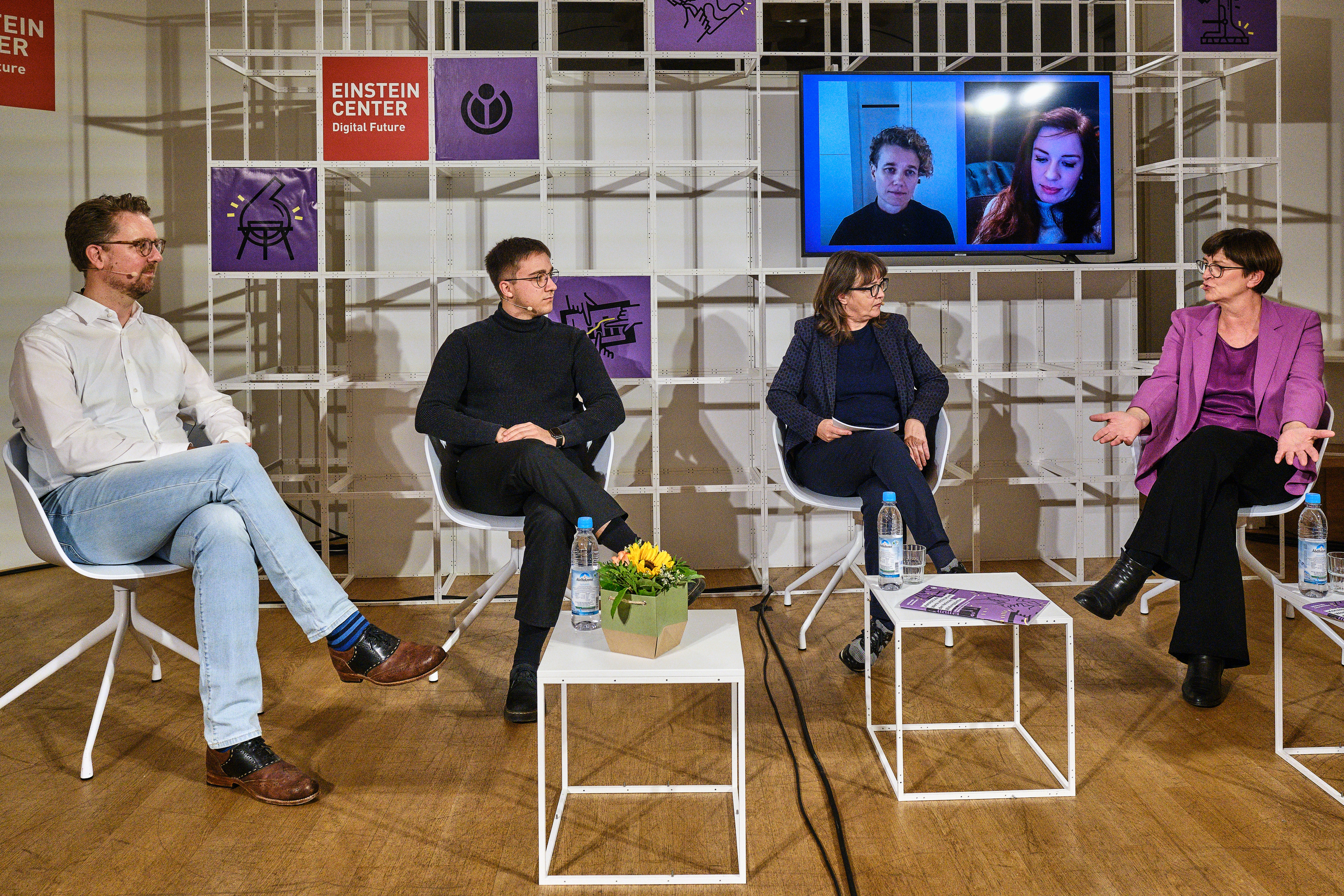
Hybride Diskussionsrunde der Nationalen Bildungsplattform mit Saskia Esken (vor Ort) und Marina Weisband (online)

Ein Hybrid-Event (“hybrid” aus dem lat. für Gebündeltes) besteht aus einer Präsenzveranstaltung und einem Live-Streaming. Auf der realen Veranstaltung befindet sich ein Publikum, während die Mehrheit der Teilnehmer über einen Live Stream virtuell zugeschaltet ist.
Hybrid-Events finden ihren Einsatz:
- auf virtuellen Konzerten und digitalen Festivals
- auf virtuellen Hauptversammlungen
- auf Online-Konferenzen
- auf Online-Messen
- auf digitalen Schulungen

### Virtuelle Hauptversammlung
Ähnlich wie auf einer Generalversammlung mit Präsenz ermöglicht die Virtuelle Hauptversammlung die Festlegung von Beschlüssen zur Kapitalerhöhung, Strukturmaßnahmen oder Dividendenausschüttungen.
Die Teilnehmenden einer Virtuellen Gesellschafterversammlung können Wahlen online durchführen, indem sie sich z. B. mit ihrem Mobilgerät registrieren. Dieses Mobilgerät wird verifiziert und die Wahlperson erhält ein Abstimmungstoken, z. B. per SMS. Nach einer erfolgreichen Verifikation können Teilnehmende in einer virtuellen Wahlkabine ihren Abstimmungszettel hinterlegen.
Eine Abstimmung auf virtuellen Generalversammlungen verläuft im Vergleich zur Präsenzveranstaltung schneller, weil die Auswertung der Stimmzettel im Rechenzentrum zeitnah erfolgt.
Der rechtliche Rahmen der Virtuellen Hauptversammlung stützt sich auf eine Gesetzesänderung im Jahr 2020. Das „Gesetz zur Abmilderung der Folgen von COVID-19 im Zivil-, Insolvenz- und Strafverfahrensrecht“ (kurz COVID-19-Maßnahmengesetz) ermöglicht auch ohne Ermächtigung durch eine Satzung oder Geschäftsordnung:
- Eine Digitale Teilnahme
- Eine Online-Briefwahl
- Eine Digitale Teilnahme von Aufsichtsratsmitgliedern
- Eine Bild- und Tonübertragung der Hauptversammlung über das Internet

Entgegen kritischen Stimmen stellt das COVID-19-Maßnahmengesetz sicher, dass:
- die Vollmachtserteilung rechtlich so bleibt, wie sie ist
- es dem Vorstand bis zum Ende der virtuellen Hauptversammlung erlaubt ist, einen Stimmrechtsvertreter zu wählen
- Teilnehmende bzw. Stimmrechtsvertreter bei Versammlungen Fragen stellen können, die mit den Abstimmungen bei Wahlen elektronisch eingehen
- Teilnehmende ihre abgegebene Stimme bis zum Ende der Hauptversammlung elektronisch beim Notar widerrufen dürfen[4]

Bei einer Virtuellen Hauptversammlung liegt die Einberufungsfrist bei 21 Tagen vor dem Austragungstermin. Es gilt:
- Den Nachweisstichtag (Record Date) auf den Beginn des zwölften Tages vor der Versammlung zu setzen.
- Den Nachweisstichtag den Shareholdern bis spätestens am vierten Tag vor der Versammlung zu übermitteln.
- Die Mitteilungen gemäß § 125 Abs. 1 Satz 1 und Abs. 2 AktG an Intermediäre und Aktionäre spätestens zu Beginn des zwölften Tages vor der Hauptversammlung zu schicken.
- Ergänzungen der Tagesordnungspunkte bis spätestens 14 Tage vor der Versammlung dem Unternehmen zukommen zu lassen.[5]

## Beispiele für Online-Veranstaltungen

### Das Tomorrowland Musikfestival
Das größte elektronische Musikfestival hat für seine Fans die Konzerte via Live-Stream übertragen. Einige der Künstler waren Katy Perry, Steve Aoki, David Guetta und Martin Garrix. Neben Konzerten gab es auf dem Tomorrowland Webinare, Workshops, Spiele und andere interaktive Unterhaltung für die Teilnehmenden.
Die Künstler haben auf virtuellen Bühnen vor virtuellen Fans auf einer virtuellen 3D-Insel gespielt. Spezialeffekte, Feuerwerke, Lasershows und Soundeffekte wie auf dem realen Pendant waren für Fans und Interpreten sichtbar.

### Die erste Virtual-Reality-Konzerthalle mit Livyu
Die Konzert-Streaming-Plattform Livyu hat die erste Virtual-Reality-Konzerthalle für den deutschen Markt entwickelt. Fans nehmen an der virtuellen Darbietung über einen Avatar teil. Mithilfe der Avatare und über Social-Media-Plattformen interagieren Teilnehmende untereinander und können Reaktionen äußern.
Die Avatare bewegen sich frei über die digitale Konzerthalle, die Merchandising-Stände, 360° Konzertansichten und separate Räume mit Minispielen anbietet.

### Die NBA-Saison 2019–2020
Die COVID-19-Pandemie hat den physischen Stadionbesuch der NBA-Spiele erschwert. Daher hat die NBA die Mehrheit ihrer Fans in der Saison 2019–2020 auf Leinwände projiziert, um dem Trainerteam, den Spielern und den wenigen Zuschauern vor Ort ein Stadiongefühl zu vermitteln.
Sara Zuckert, die Leiterin der NBA Next Gen Telecast, spricht im Interview mit der New York Times: "Wir wollten etwas schaffen, das unsere Fans zu den Spielern bringt”.

### Das „Frankfurt Local Heroes“ Festival der TAB e.V. 2020
Die Frankfurter TAB e.V. hat im September 2020 das “Local Heroes” Festival in Zusammenarbeit mit der Stadt Frankfurt am Main. Die Gruppe aus Frankfurter Kreativen hat eine Bühne für Künstler geschaffen, um den systemrelevanten Berufsgruppen und Einrichtungen der Stadt Frankfurt am Main ihren Dank auszusprechen. Zu diesem Anlass gab es Live-Darbietungen, die auf mehreren Bildschirmen in teilnehmenden Lokalen übertragen wurden. Zuschauer konnten das Ereignis zu Hause streamen.

### Das erste, digitale Volksfest in Deutschland – das Kelsterbacher Altstadtfest 2020
Pandemiebedingt richtete die Stadt Kelsterbach ihr dreitägige Altstadtfest im September 2020 virtuell aus. Teilnehmer konnten per Live-Streaming Konzerte, Ansprachen und kreative Darbietungen sehen, und unter dem Hashtag „#ASFDaheim2020“ konnte das Publikum live kommentieren.

### Der Parteitag der CDU Deutschlands 2021
Der Parteitag der CDU fand vom 15. Januar bis zum 16. Januar 2021 erstmals als digitale Veranstaltung ohne örtliche Präsenz von Delegierten statt. Auf ihm wurde Armin Lasche zum Parteivorsitzenden gewählt. Das Ergebnis wurde in einer anschließenden Briefwahl rechtlich abgesichert.

## Produktionsschritte

### Konzeption
Die Konzeption eines Online-Events unterscheidet sich maßgeblich von der einer Präsenzveranstaltung. Während ein Live Event von Bewirtung, Pausen und Pausenprogrammen profitiert, um den Teilnehmenden vor Ort ein wenig Erholung zu geben, gefährden Unterbrechungen die virtuelle Veranstaltung.
Ein digitales Ereignis benötigt ein abwechslungsreiches Programm, unterschiedliche Vortragende und Interaktionsrunden mit dem Publikum. Parallel laufende Veranstaltungen, ein getaktetes Zeitmanagement mit kurzen Vorträgen und wenigen Unterbrechungen erhöhen die Aufmerksamkeitsspanne der Zielgruppe. Der Einsatz von verschiedenen Interaktionstools sowie ein emotionaler Bezug zum Thema werten das Online-Event auf.

### Produktion
Die Produktion ist die technische Umsetzung des Online-Events. Sie setzt sich zusammen aus:
- einem Drehort
- Personen vor Ort wie Teilnehmende, Gebärden- und Simultan Dolmetscherdienste, einer Crew
- zugeschalteten Rednern
- der Anzahl der Kameras, Mikrofone
- einem Übertragswagen oder einer Flight Case Regie
- Beleuchtung

Die Kameras für die Aufzeichnung des Filmmaterials können sehr stark variieren. Abhängig vom Anspruch können Webcams, Actioncamcorder oder DSLR-Kameras das Online-Event aufnehmen. Eine hochwertigere Produktion entsteht beispielsweise mit ARRI Kameras, die auch in Film- und Kinoproduktionen zum Einsatz kommen.
Die üblichen Mikrofone für die Tonaufzeichnung einer Online-Veranstaltung sind:
- Headset Mikrofone
- Lavalier-Mikrofone
- Richtmikrofone
- Handmikrofone

Das Produktionsteam kann in Echtzeit einen Live Stream bearbeiten, z. B. eine Farbkorrektur vornehmen.

### Postproduktion
Im Anschluss an die Aufzeichnung und Umsetzung der Online-Veranstaltung kann eine Postproduktion des eintreffenden Filmmaterials erfolgen. Die Nachbearbeitung des Videos umfasst optional:
- die Setzung von Schnitten
- die Auswahl von Grafiken und Animationen
- Farbkorrekturen und Grading
- ggf. den Einsatz von Sprecher
- die Hintergrundmusik
- die Bearbeitung der Tonspuren

Die Postproduktion kann das Online-Event-Video oder den Live-Stream zum Online-Event nach der Produktionsphase bearbeiten. So ist es möglich, das Online-Event-Video für einen späteren Zeitpunkt On-Demand abrufbar zu machen. Aus den Aufnahmen von der virtuellen Veranstaltung kann ein Eventfilm oder ein After-Movie entstehen. Ein Trailer oder Teaser aus dem vorhandenen Videomaterial kann beispielsweise die nächste Online-Veranstaltung bewerben.

## Interaktion
Ein Online-Event zeichnet sich durch hohe Interaktion zwischen den Teilnehmenden und den Vortragenden aus. Diese Interaktion basiert auf technischen Hilfsmitteln, die je nach Videokonferenz Lösung unterschiedlich ausfallen kann.
Mögliche Interaktionstools sind:
Fragen
- Umfragen
- Multiple Choice Fragen
- direkte Frage über einen Chat
- direkte Frage über einen Kommentar
- Frage über Video Zuschaltung/Webcam
- Frage über Audio/Telefon
- Upvoting von Fragen

Antworten
- die schnellste, richtige Antwort anzeigen auf eine Frage (z. B. in einer Online-Schulung)
- Antworten nach Prozentzahlen angeben (z. B. Korrektheit, Geschlecht/Alter/Herkunft der Antwortenden)
- Informationen über nicht beantwortete Fragen
- Benachrichtigung an diejenigen, die nicht alle Fragen beantwortet haben

Reaktionen
- Handheben bei Äußerungs- und Fragewünschen
- Lachen
- Applaus
- eigenes Emoji kreieren

Technische Features
- Sprachauswahl
- Infografiken über die Nutzer
- Bild-im-Bild
- Simultanübersetzungen
- Untertitelung
- Videohintergrund ändern
- Bildschirm teilen
- Nutzeridentifikation
- Dokumentendownload und -Bearbeitung

## Marketing
Diverse Marketingmaßnahmen unterstützen dabei, auf eine Online-Veranstaltung aufmerksam zu machen. Dabei gibt es kostenfreie und zahlungspflichtige Werbemethoden.
Werbeanzeigen können kostenpflichtig auf Suchmaschinen oder auf Sozialen Netzwerken geschaltet werden. Eine Zielgruppenanalyse zeigt an, welche Social-Media-Plattform für ein bestimmtes Publikum die höchste Reichweite bringt.
Je nach Größe und Popularität ist die Einbindung von Sponsoren eine geeignete Werbemaßnahme, um mehr Aufmerksamkeit zu generieren bzw. Kosten einzusparen.
Wenn die Veranstaltung nicht frei zugänglich ist, kann eine Bezahlschranke Umsätze generieren. Eine beliebte Paywall für virtuelle Konzerte ist das Pay-per-View-System. Interessierte kaufen sich ein digitales Ticket, um Zugriff auf das Online-Event zu erhalten.
Die folgenden drei Online-Plattformen bewerben ein Online-Event kostenlos:
1. Mit einem Eintrag bei Google My Business unter „Events“.[12]
2. Mit einem Eintrag auf Eventbrite.[13]
3. Mit einem Eintrag auf Facebook.[14]